# باغ‌های گورکانی

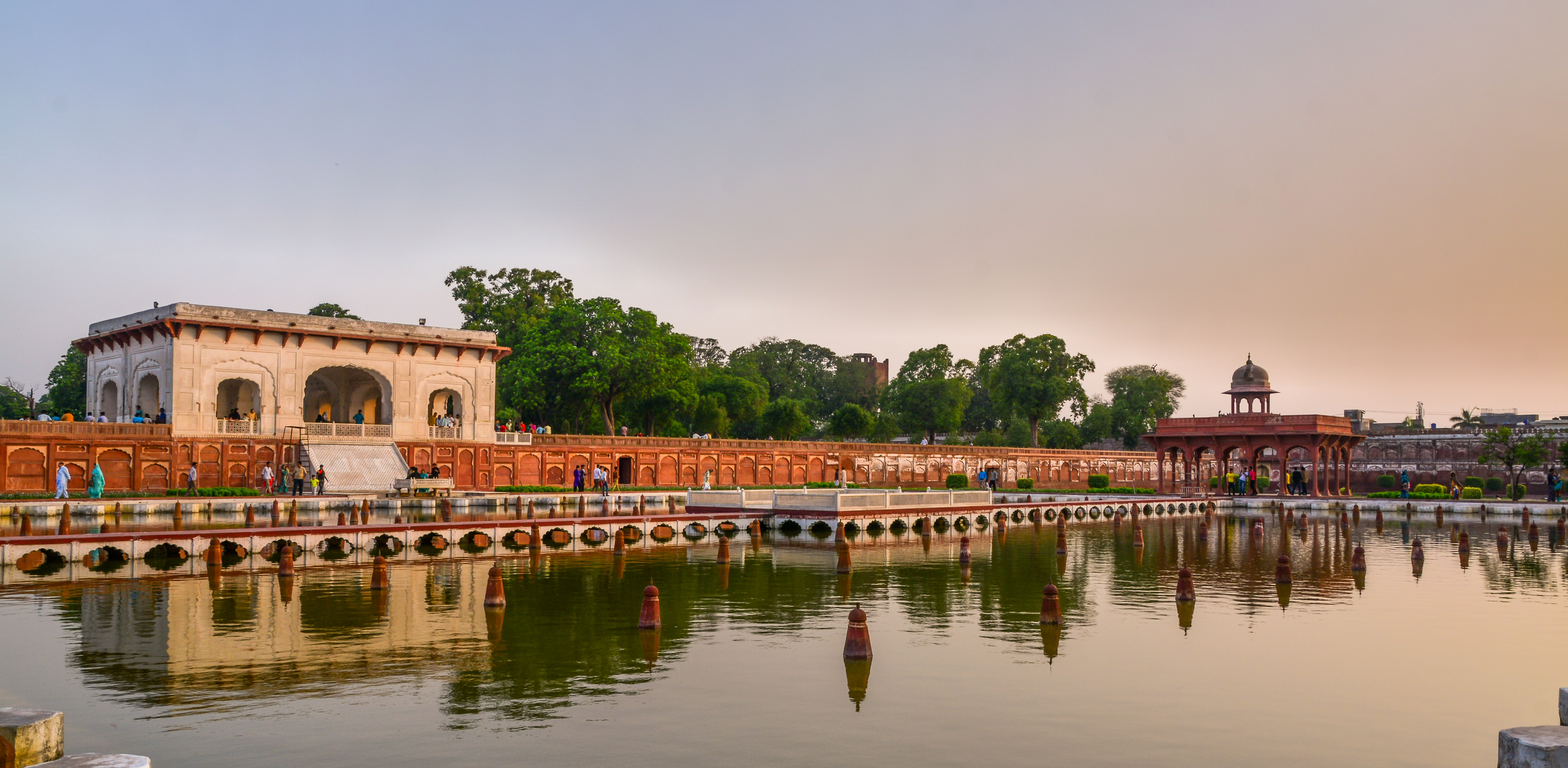
باغ‌های شالیمار در لاهور پاکستان، از مشهورترین باغ‌های مغولی هستند.

باغ‌های گورکانی به گروهی از باغ‌ها گفته می‌شود که توسط گورکانیان هند به روش معماری ایرانی ساخته شدند. در این باغ‌ها شیوه باغ‌سازی ایرانی به ویژه ساختار چهارباغ مشهود است.